# Ебергард Еберт
Ебергард Еберт (нім. Eberhard Ebert; 27 червня 1907, Нагасакі, Японська імперія — ?) — німецький офіцер-підводник. оберлейтенант-цур-зее крігсмаріне.

## Біографія
4 вересня 1939 року вступив на флот, до січня 1941 року служив на мінному тральщику M1705 з 17-ї флотилії. В квітні-червні 1941 року пройшов курс навігатора. З липня 1941 року — 2-й вахтовий офіцер на форпостенботі V901 з 9-ї флотилії. З серпня 1941 року — 1-й вахтовий офіцер на флагманського корабля «Райгер» з охоронної флотилії. З липня 1942 року — командир форпостенбота V908 з 9-ї флотилії. В березні-жовтні 1943 року пройшов курс підводника, в жовтні-листопаді — курс командира підводного човна. З 13 січня по 1 липня 1944 року — командир підводного човна U-1201, з 11 листопада 1944 по 22 березня 1945 року — U-3010. В березні був переданий в розпорядження 4-ї флотилії. В квітні вступив добровольцем в морський протитанковий полк «Гізе». З 3 травня — командир роти протитанкового батальйону «фон Гартманн». В травні був взятий в полон. 20 серпня 1945 року звільнений.

## Звання
- Рекрут (4 вересня 1939)
- Матрос-єфрейтор резерву (1 червня 1940)
- Кандидат в офіцери резерву (1 липня 1940)
- Боцмансмат резерву (1 листопада 1940)
- Боцман резерву (1 березня 1941)
- Лейтенант-цур-зее резерву (1 листопада 1941)
- Оберлейтенант-цур-зее резерву (1 вересня 1943)

## Нагороди
- Нагрудний знак мінних тральщиків (вересень 1940)
- Залізний хрест 2-го класу (5 грудня 1941)